# Сараєвський кантон
Сараєвський кантон (босн. Kanton Sarajevo, хорв. Sarajevska županija, серб. Сарајевски кантон) — дев'ятий із загалом десятьох кантонів Федерації Боснії і Герцеговини, складової частини конфедерації Боснія і Герцеговина. Серед хорватів Боснії і Герцеговини також відомий під назвою Врхбосанська жупанія (Врхбосна це історична назва широкої області навколо Сараєво, що належала середньовічній боснійській державі).

## Історія
Див. також: Історія Сараєво
Історія Сараєва відлічується від неолітового періоду, коли культура Будмір зробила свої гори і пагорби своїм домом. В давнину район Сараєво (Кантон) був окупований іллірійцями. Місцеве плем'я, Daesitates, контролював більшу частину області. Вони являли собою войовничий бунт і останнє іллірійське плем'я, щоб протистояти римському правлінню, яке, нарешті, настав у 9 столітті. Під римським правлінням в цьому районі було побудовано багато доріг, а також місто на місці сучасного Іліджа. Протягом середньовіччя територія Кантону Сараєво була ключовою частиною Боснійського Королівства. Топонім Врхбосна існував десь у регіоні і був одним з визначних населених пунктів в той час.
Справжній розвиток регіону прийшов після османських завоювань, коли місцевий мусульманський благородний Іса-Бей Ісакович встановив коріння сучасного міста Сараєво, між 1461 і 1463 роками. Регіон виростав разом з містом, яке швидко, після Стамбула, стало найбільшим на Балканах. Пізніше правління Австро-Угорщини модернізувало і західнопоширило регіон. У Югославії уряд Югославії продовжив розвивати територію, яка збільшилась більш ніж втричі. Тим не менш, цей прогрес був компенсований югославськими війнами на початку 1990-х років.
(Кантон Сараєво) був результатом цієї війни, створених Вашингтонськими угодами у 1994 році, та її межі, визначені Дейтонськими угодами у 1995 році.

## Географія
Сараєвський кантон розташовано в гірській місцевості в центрально-східній частині країни, навколо її столиці Сараєво, що одночасно є і адміністративним центром кантону. Він займає площу 1276,9 км², що становить 4,89% загальної площі Федерації. Складається з громад Центр, Нові-Град, Ново-Сараєво, Старі-Град, Вогшча, Іліджа, Іліяш, Трново та Хаджичі, з яких перші чотири є водночас чотирма самоврядними районами, на які поділяється саме місто Сараєво.

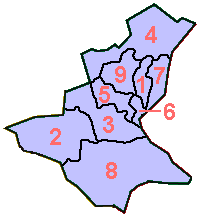
Мапа громад (1.Центр, 2. Хаджичі, 3. Іліджа, 4. Іліяш, 5. Нові-Град, 6. Ново-Сараєво, 7. Старі-Град, 8. Трново, 9. Вогошча)

## Населення
Сараєвський кантон є одним з найбільш населених у країні. На 2007 рік 79,6% населення кантону становили боснійці, 11,2% - серби, 6,7% - хорвати.